# Sara Gazarek
Sara Gazarek é uma cantora de Jazz americana. Gazarek nasceu em Seattle, Washington e mudou-se para Los Angeles em 2000 para estudar na Escola de Música Thornton, da Universidade do Sul da Califórnia. Ela ganhou o Downbeat Student Music Award de Melhor Vocalista Colegiada em 2003. Gazarek lançou seu primeiro álbum, Yours, em 2005. O álbum foi um sucesso comercial e de crítica com um ranking top 10 nas paradas de jazz da Billboard tradicionais, bem como sendo o download do álbum no iTunes para o topo Jazz na Alemanha e na França. Em uma pesquisa pelas JazzTimes, os leitores votaram Gazarek como 3 ª Melhor artista revelação do jazz. Ela lançou seu segundo álbum, Return To You em 2007 e está atualmente vivendo em Los Angeles. Don Heckman do LA Times disse de Gazarek "será a proxima cantora importante de jazz".

## Discografia
- Yours (2005)
- Live at the Jazz Bakery (2006)
- Return to You (2007)
- Where Time Stands Still (Triosence feat. Sara Gazarek) (2010)
- Blossom & Bee (2012)